# بوبووتس
بوبووتس (به بلغاری: Bobovets) یک منطقهٔ مسکونی در بلغارستان است که در شهرستان بالچیک واقع شده‌است.